# Merry Christmas II You
《Merry Christmas II You》는 미국의 싱어송라이터 머라이어 캐리의 열세 번째 정규 앨범이자 두 번째 크리스마스 앨범으로, 2010년 11월 2일 아일랜드 데프 잼를 통해 발매되었다. 녹음은 2010년 4월부터 시작되었으며, 캐리가 임신 중이던 시기에도 계속 진행되었다. 캐리는 이 앨범의 총괄 프로듀서를 맡았고, 브라이언 마이클 콕스, 제메인 듀프리, 랜디 잭슨, 제임스 포이저, 마크 셰이먼, 제임스 "빅 짐" 라이트, 레드원의 조니 "세브" 세버린 등 다양한 프로듀서들과 협업했다. 앨범에는 캐리의 어머니 패트리샤 캐리가 〈O Come All Ye Faithful〉 / 〈Hallelujah Chorus〉에 게스트 보컬로 참여했다. 《Merry Christmas II You》는 그녀의 네 번째 정규 앨범 《Merry Christmas》(1994)의 속편격 작품으로, 오리지널 곡과 커버곡, 발라드와 업템포 곡이 혼합되어 있으며, 알앤비, 소울, 하우스 음악 요소를 포함하고 있다.
이 앨범은 음악 평론가들로부터 엇갈린 평가를 받았다. 느긋하면서도 활기차고 현대적인 분위기를 칭찬하는 이들도 있었지만, 예측 가능하고 일부 곡들은 지나치게 과잉 제작되었다는 비판도 제기되었다. 《Merry Christmas II You》는 미국 《빌보드》 200 차트에서 4위로 데뷔했으며, 톱 알앤비/힙합 앨범 차트와 톱 홀리데이 앨범 차트에서는 1위를 차지했다. 이후 미국 음반 산업 협회(RIAA)로부터 50만 장 이상 출하를 기록하며 골드 인증을 받았다. 다른 국가에서는 비교적 보통 수준의 성과를 보였다. 한국과 타이완에서 톱10에 진입했으며, 캐나다와 홍콩에서는 톱20, 오스트레일리아·헝가리·일본에서는 톱30, 스웨덴에서는 톱40에 올랐다. 다만 영국에서는 앨범 차트 101위를 기록해 아쉽게 톱100 진입에 실패했다.
이 앨범에서는 총 세 곡의 싱글이 발매되었다. 그 중 〈Oh Santa!〉는 미국 성인 컨템퍼러리 차트에서 2주 만에 1위에 오르며, 해당 차트 역사상 가장 빠른 상승 기록이자 유일한 사례로 남아 있다. 그 외 싱글로는 〈Auld Lang Syne (The New Year's Anthem)〉, 존 레전드와 함께한 〈When Christmas Comes〉의 2011년 싱글 버전, 그리고 2012년의 프로모션 싱글 〈Christmas Time Is in the Air Again〉이 있다. 앨범 홍보를 위해 캐리는 《엘렌 드제너러스 쇼》, 《로페즈 투나잇》 등에 출연했고, 본인의 TV 스페셜 《Mariah Carey: Merry Christmas to You》를 직접 진행했다.

## 곡 목록
| #   | 제목                                                                      | 재생 시간 |
| --- | ------------------------------------------------------------------------- | --------- |
| 1.  | 〈Santa Claus Is Coming To Town (Intro)〉                                 |           |
| 2.  | 〈Oh Santa!〉                                                             |           |
| 3.  | 〈O Little Town of Bethlehem / The Little Drummer Boy (Medley)〉          |           |
| 4.  | 〈Christmas Time Is In The Air Again〉                                    |           |
| 5.  | 〈The First Noel" / "Born Is the King〉                                   |           |
| 6.  | 〈When Christmas Comes〉                                                  |           |
| 7.  | 〈Here Comes Santa Claus (Down Santa Claus Lane) / Housetop Celebration〉 |           |
| 8.  | 〈Charlie Brown Christmas〉                                               |           |
| 9.  | 〈O Come All Ye Faithful / Hallelujah Chorus (feat. Patricia Carey)〉     |           |
| 10. | 〈O Holy Night〉                                                          |           |
| 11. | 〈One Child〉                                                             |           |
| 12. | 〈All I Want for Christmas Is You – Extra Festive〉                       |           |
| 13. | 〈Auld Lang Syne (The New Year's Anthem)〉                                |           |